# Нігорень
Нігорень або Нагоряни (рум. Nihoreni) — село в Ришканському районі Молдови. 

### Національності
Національний склад села згідно перепису населення 2014 року: 
| національність   | кількість осіб | частка, % |
| ---------------- | -------------- | --------- |
| українці         | 2024           | 68,33     |
| молдовани/румуни | 787            | 26,57     |
| росіяни          | 126            | 4,25      |
| інші             | 25             | 0,84      |

### Мови
Повсякденна мова мешканців села (2014, %):
| мова                 | кількість осіб | частка, % |
| -------------------- | -------------- | --------- |
| українська           | 1647           | 55,60     |
| російська            | 753            | 25,42     |
| молдовська/румунська | 546            | 18,43     |
| інші                 | 2              | 0,07      |
| не вказали           | 14             | 0,47      |